# Massgrav
För den svenska musikgruppen, se Massgrav (musikgrupp).

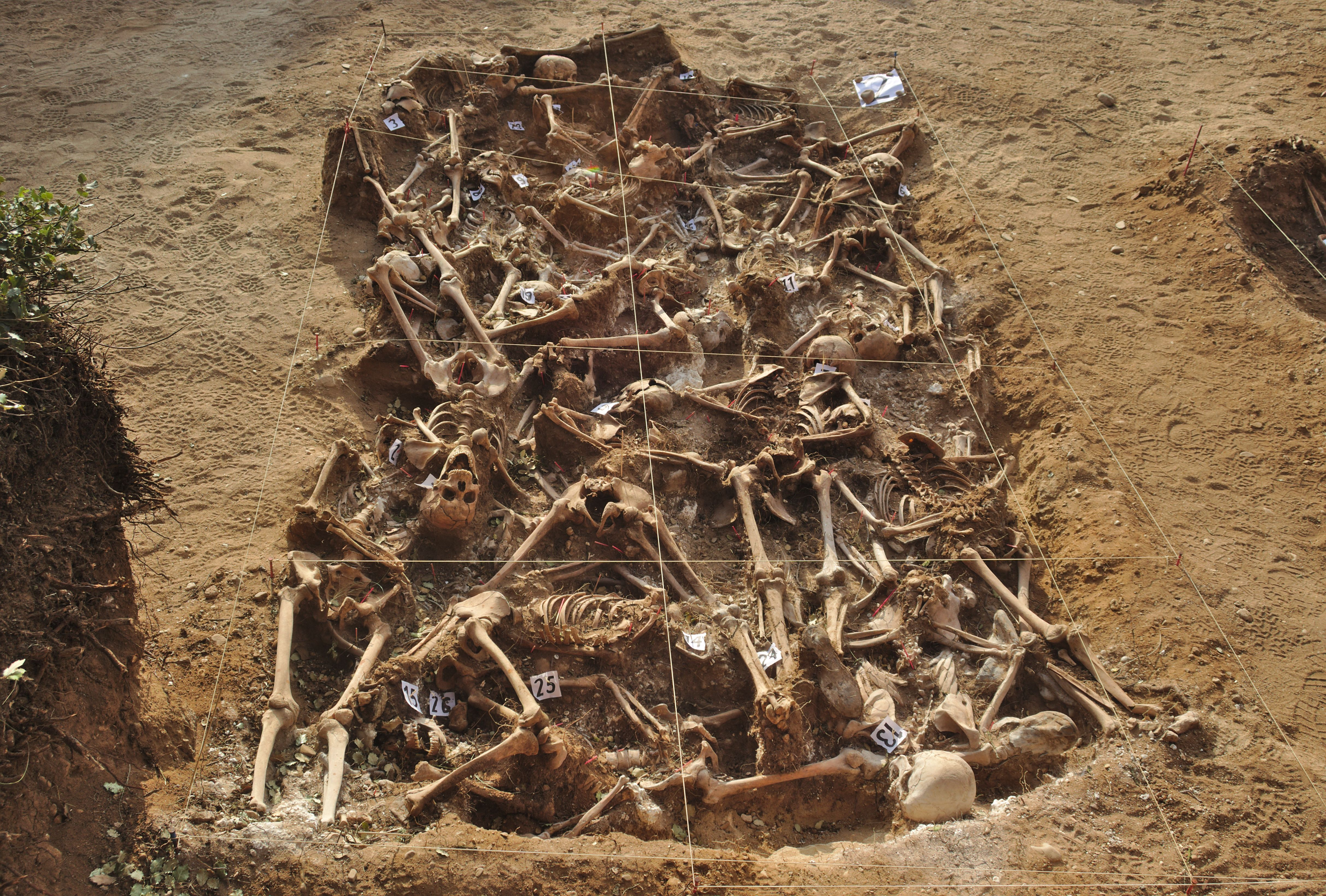
Massgrav från spanska inbördeskriget, uppgrävd 2014.

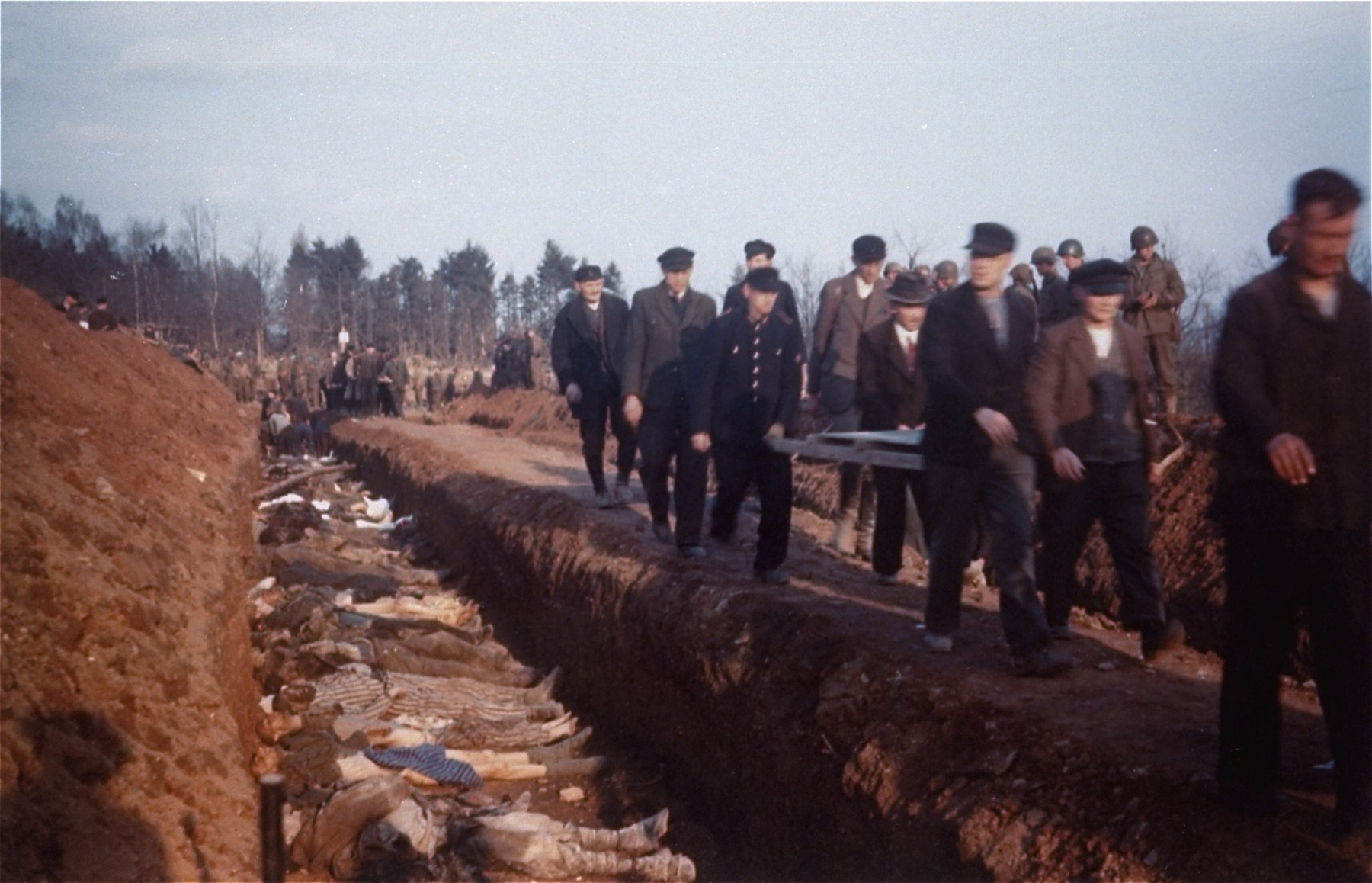
Lik från Mittelbau-Dora dumpas i en massgrav i april 1945.

En massgrav är en grav där det ligger många människor, ofta utan att namnen på dessa är utmärkta.
Massgravar har varit vanliga vid exempelvis krig eller epidemier, då tid eller möjlighet inte funnits att gräva individuella gravar. Pestgravar är vanligt förekommande. I Handöl finns en massgrav med en mindre del av de 3 000 karoliner som frös ihjäl på fjället på vägen hem från Norge efter Karl XII:s död, den så kallade karolinermarschen, eller runt gårdarna i Handöl sedan de överlevt själva fjället. 
Vid större slagfält har ofta de stupade efter ett slag begravts i massgravar.
De mest kända massgravarna från 1900-talet de som gjordes i samband med Nazitysklands koncentrationsläger under andra världskriget som en del av Förintelsen. På koncentrationslägren likviderade nazistregimen olika människor som de ansåg oönskade och kropparna slängdes ned massgravar som kunde rymma mer än 1 000 lik i vissa extrema fall. 